# Prelude to the calm sea
Prelude to the calm sea is een compositie van Vagn Holmboe
Naast een hele ris symfonieën en strijkkwartetten schreef de Deense componist een tiental preludes voor kamerorkest, hier aangeduid als sinfonietta. Alle tien stukken zijn opgedragen aan musicoloog Robert Layton, die in zijn jaren de Scandinavische muziek trachtte te promoten in Engeland. De werken verschenen in een korte periode tussen 1986 en 1991; Holmboe, overleden in 1996, heeft ze overigens niet alle kunnen terugluisteren tijdens uitvoeringen.
Prelude to the calm sea is de negende in de serie. Holmboe probeerde met dit werk in allegro moderato opnieuw een beeld te geven van de zee. Alhoewel de teneur is een kalme zee weer te geven zijn er muzikaal allerlei onderstromen hoorbaar die van de ene muziekgroep naar de andere overgaan. Pas aan het slot lijkt de zee (muzikaal) echt kalm te worden. De première van dit werk vond plaats in Hamilton, Canada op 5 februari 1995. 
De muziek werd vergeleken met muzikale pointillistische aquarellen, waarbij de invloed van de muziek van Carl Nielsen en Joseph Haydn niet ver weg is. 
Orkestratie
- 1 dwarsfluit, 1 hobo, 1 klarinet, 1 fagot
- 2 hoorns, 1 trompet
- 2 man/vrouw percussie, celesta
- 1 eerste viool, 1 tweede viool, 1 altviool, 1 cello, 1 contrabas